# Libuše Šafránková
Libuše Šafránková [li'buʃə ʃa'fraːnkɔvaː] (* 7. Juni 1953 in Brno, Tschechoslowakei; † 9. Juni 2021 in Prag, verheiratete Abrhámová) war eine tschechische Schauspielerin. Ihren internationalen Durchbruch hatte sie 1973 mit der Titelrolle in dem Märchenfilm Drei Haselnüsse für Aschenbrödel. 1996 spielte sie die Sängerin Klara im tschechischen Filmdrama Kolya, das 1997 als bester fremdsprachiger Film mit einem Oscar ausgezeichnet wurde.

## Karriere
Libuše Šafránková, die in Šlapanice bei Brno aufwuchs, machte 1971 an der dramaturgischen Abteilung des Konservatoriums Brünn ihren Abschluss.
In der Spielzeit 1970/71 hatte sie ihr erstes Engagement am Nationaltheater Brünn, wo sie bereits als Kind Gastrollen hatte. Im Jahr darauf arbeitete sie unter Otomar Krejča am Theater Za Branou, das 1972 auf staatlichen Druck geschlossen wurde. 1972 trat sie in den Prager Schauspielclub ein, dem sie bis 1990 erhalten blieb. Ihre erste Filmrolle übernahm sie in der Literaturverfilmung Babička (Die Großmutter) nach dem gleichnamigen Roman von Božena Němcová als Barunka unter der Regie von Antonín Moskalyk. Er war so angetan von der jungen Schauspielerin, dass er sich zwei Jahre später an sie erinnerte, als er wieder ein Märchen von Němcová realisieren sollte. Die Verfilmung Drei Haselnüsse für Aschenbrödel (1973) des Regisseurs Václav Vorlíček wurde so populär, dass sie noch heute in Deutschland, der Slowakei und Tschechien zum weihnachtlichen Fernseh-Standardprogramm gehört. Die Titelrolle des Aschenbrödels machte Libuše Šafránková zu einer der bekanntesten Schauspielerinnen in Tschechien. Sie wirkte danach in mehr als 90 Film- und Fernsehproduktionen mit.
1975 erfolgte eine weitere Zusammenarbeit mit Vorlíček für die Märchenkomödie Wie soll man Dr. Mráček ertränken? oder Das Ende der Wassermänner in Böhmen, in der sie die Hauptrolle des Wässerchen Jana Vodičková spielte. Im selben Jahr hatte sie in der internationalen Produktion Der Tag, der die Welt veränderte mit Christopher Plummer und Maximilian Schell eine Nebenrolle. In den späten 1970er-Jahren schien sie nach ihrer Rolle als Aschenbrödel festgelegt auf Märchenfilme, unter anderem an der Seite ihrer Schwester Miroslava als irdische Prinzessin in der Andersen-Verfilmung Die kleine Meerjungfrau (1976) und neben Juraj Ďurdiak in der Titelrolle von Václav Vorlíčeks Prinz und Abendstern (1978). Mit Pavel Trávníček, ihrem Mitspieler aus Drei Haselnüsse für Aschenbrödel, spielte sie 1982 in Der dritte Prinz, einer Verfilmung eines Märchens von Karel Jaromír Erben. Sie übernahm die Doppelrolle der Prinzessin Milena und der Prinzessin vom Diamantberg. 1983 war sie in Martin Hollýs tschechoslowakisch-deutscher Co-Produktion Der Salzprinz als junge Prinzessin Maruška in einer Märchenverfilmung nach Němcovás Salz ist wertvoller als Gold zu sehen. Ihre letzte Märchenfilmrolle hatte Šafránková 1993 als Verkörperung des Glücks in Wettstreit im Schloß. 
Von 1992 bis 1994 war sie am Nationaltheater Prag in Solorollen zu sehen, kehrte dann in den Schauspielclub zurück, den sie aber später nach Meinungsverschiedenheiten endgültig verließ. Danach beendete sie ihre Theatertätigkeit. Mit zunehmendem Alter übernahm Šafránková auch Charakterrollen, beispielsweise als Sängerin Klara in dem tschechischen Filmdrama Kolya (1996), das als bester fremdsprachiger Film mit dem Oscar ausgezeichnet wurde. Für ihre Darstellung erhielt sie den Böhmischen Löwen als beste Hauptdarstellerin. 1999 stand sie in der Rolle der Irma für den Film Alle meine Nächsten an der Seite ihres Ehemanns Josef Abrhám vor der Kamera. Ab den 2000er Jahren drehte sie vor allem für das tschechische Fernsehen. Aus gesundheitlichen Gründen zog sie sich Mitte der 2010er Jahre nach und nach von der Tätigkeit als Schauspielerin zurück.

## Synchronstimme

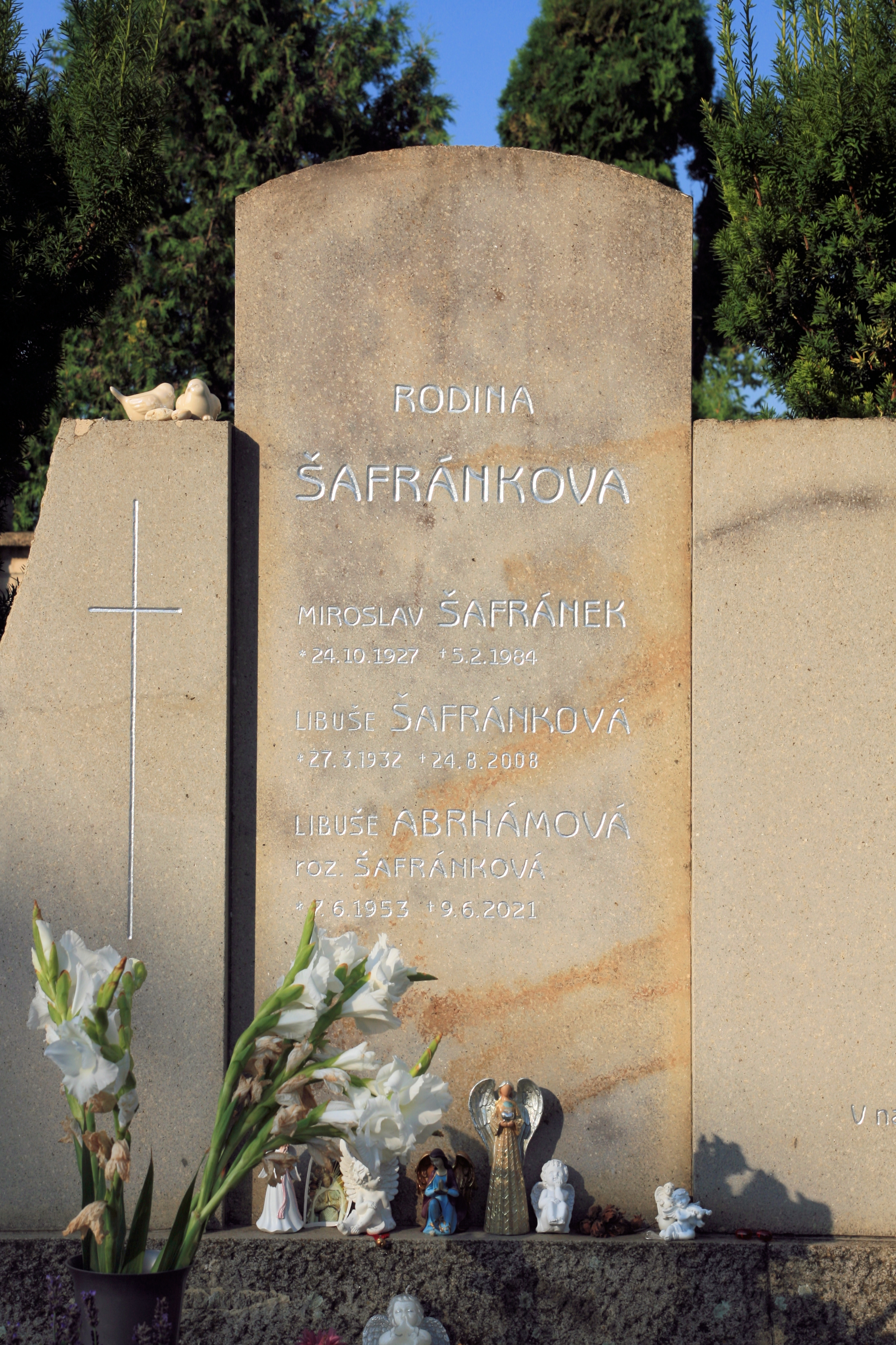
Familien-Grabstätte von Libuše Šafránková in Šlapanice, 2021

Im deutschsprachigen Raum wurde Šafránková von verschiedenen Sprecherinnen synchronisiert, darunter von Dorothea Meißner, Uschi Wolff, Ellen Hellwig, Madeleine Stolze, Elke Wieditz, Marina Erdmann, Roswitha Marks und Simone von Zglinicki.

## Privates
Ihre Eltern waren der Musiker Miroslav Šafránek (1927–1984) und Libuše Šafránková (1932–2008). Ihre jüngere Schwester Miroslava Šafránková (* 1958) ist ebenfalls Schauspielerin, zusammen spielten sie in Die kleine Meerjungfrau. 
1976 heiratete Libuše Šafránková ihren Schauspielkollegen Josef Abrhám (1939–2022). Die Ehe hielt bis zu ihrem Tod, beruflich arbeiteten beide mehrfach gemeinsam an Film- und Theaterprojekten. Von dem gemeinsamen Sohn Josef Abrhám Jr. (* 1977) hatten sie vier Enkel.
Als Libuše Šafránková sich im November 2015 bei der Verleihung der tschechischen Verdienstmedaille von ihrer Schwester Miroslava vertreten ließ, wurde öffentlich, dass sie an Lungenkrebs erkrankt war. In einem Interview mit der tschechischen Tageszeitung Blesk äußerte sie sich im Juli 2016 erstmals nach ihrer Operation, bei der ein Fünftel ihrer Lunge entfernt werden musste. Am Morgen des 9. Juni 2021 starb Šafránková, zwei Tage nach ihrem 68. Geburtstag, an den Folgen ihrer Krebserkrankung in einem Prager Krankenhaus, nachdem sie sich noch am Vorabend einem operativen Eingriff unterzogen hatte. Ihre letzten Jahre verbrachte sie in Šlapanice, wo sie auch aufgewachsen war. Dort wurde sie auf dem Friedhof im Familiengrab beigesetzt.

## Filmografie (Auswahl)
- 1971: Die Großmutter (Babička, Fernsehfilm)
- 1973: Rodeo
- 1973: Die Kirmes ist da (Přijela k nám pouť)
- 1973: Drei Haselnüsse für Aschenbrödel (Tři oříšky pro Popelku)
- 1974: Wie soll man Dr. Mráček ertränken? oder Das Ende der Wassermänner in Böhmen (Jak utopit doktora Mráčka aneb Konec vodníků v Čechách)
- 1975: Bakaláři – První pohled (Fernsehserie)
- 1975: Der Tag, der die Welt veränderte (Sarajevski atentat)
- 1975: Mein Bruder hat einen prima Bruder (Můj brácha má prima bráchu)
- 1975: Die Abenteuer des Grafen Benovsky (Vivát, Benyovszky!)
- 1976: Die kleine Meerjungfrau (Malá mořská víla)
- 1976: Palette der Liebe (Paleta lásky)
- 1976: O Terezce a paní Madam (Fernsehfilm)
- 1979: Ein Bruder, der sein Geld wert ist (Brácha za všechny peníze)
- 1979: Prinz und Abendstern (Princ a Večernice)
- 1979: The Importance of Being Earnest (Jak je důležité míti Filipa, Fernsehfilm)
- 1981: Lauf, Ober, lauf! (Vrchní, prchni!)
- 1980: Triptychon der Liebe (Triptych o láske, Fernsehfilm)
- 1981: Křtiny
- 1982: Der dritte Prinz (Třetí princ)
- 1983: Probefahrt ins Glück (Svatební cesta do Jiljí)
- 1983: Jára Cimrman, ležící, spící
- 1983: Der Salzprinz (Sůl nad zlato)
- 1983: Das Wildschwein ist los (Slavnosti sněženek)
- 1985: Heimat, süße Heimat (Vesničko má, středisková)
- 1986: Zlá krev (Fernsehserie, 2 Folgen)
- 1987: Zuřivý reportér
- 1988: Zirkus Humberto (Cirkus Humberto, Fernsehserie, 3 Folgen)
- 1989: Člověk proti zkáze
- 1989: El mar es azul (Moře je modré)
- 1991: Prager Bettleroper (Žebrácká opera)
- 1991: Die Volksschule (Obecná škola)
- 1992: Das Kollier (Náhrdelník, Fernsehserie, 12 Folgen)
- 1993: Wettstreit im Schloß (Nesmrtelná teta)
- 1996: Kolya (Kolja)
- 1997: Báječná léta pod psa
- 1997: Dr. Munory a jiní lidé (Fernsehfilm)
- 1999: Alle meine Nächsten (Všichni moji blízcí)
- 1999: Návrat ztraceného ráje
- 2001: Elixír a Halíbela (Fernsehfilm)
- 2001: Četnické humoresky (Fernsehserie)
- 2001: ELFilm (Kurzfilm)
- 2003: Stará láska nerezaví (Fernsehfilm)
- 2004: Falešné obvinění (Fernsehfilm)
- 2006: Psí kus (Fernsehfilm)
- 2006: Náves (Fernsehserie, 3 Folgen)
- 2007: Anglická rapsodie
- 2011: Micimutr (Fernsehfilm)
- 2013: Skirt Chasers (Donšajni)
- 2013: Přijde letos Ježíšek?
- 2014: Die Geisel (Jak jsme hráli čáru)

## Auszeichnungen
- 1996: Tschechischer Filmpreis Český lev (Böhmischer Löwe) für die beste Schauspielerin in einer Hauptrolle[13]
- 2015: Verdienstmedaille[14] (Weißer Löwe) für ihr künstlerisches Schaffen